# フリートーゲ
フリートーゲ(ノルウェー語: Flytoget)はノルウェーのオスロ・ガーデモエン空港への空港連絡列車である。1998年に開業したノルウェー唯一の高速鉄道であり、営業最高速度は210km/hに達する。オスロ中央駅までを10分おきに最短19分で結び、半数はさらにオスロ西方のドランメン駅まで乗り入れている。
運行主体はフリートーゲ株式会社(Flytoget AS)で、1992年にノルウェー国鉄の子会社(NSB Gardermobanen AS)として設立され、現在はノルウェー貿易産業省の所有する国営企業となっている。

## 運行
オスロ空港駅からオスロ西方のドランメン駅まで途中オスロ中央駅を含む7駅に停車するFLY1と、オスロ空港駅とオスロ中央駅をノンストップで結びさらに市内・近郊の4駅に停車するFLY2の2系統がある。平日はこの2種類が10分おきで交互に走っているが、早朝、深夜、土曜日、日曜午前、夏季（7月中旬～8月中旬）などはFLY2がなく、20分おきの運行になる。オスロ空港駅からと、オスロ中央駅から空港方面がともにx0分に発車する完全なパターンダイヤとなっている。

オスロ中央駅から空港までは高速新線のガーデモ線を使うが、西方面へは19世紀後期に敷設されたドランメン線を走行する。ドランメン方面へは駅間が短いことも相まって表定速度が90km/h以下に落ち込んでいたが、ドランメン線の高規格並行線としてアスケー線が敷設され、2005年にサンヴィカ－アスケー間、2011年にサンヴィカーリサケー間が開業し高速化された。
2009年には540万人がフリートーゲを利用し、これは空港への地上輸送のうち36%のシェアにあたる。ノルウェーの国内鉄道旅客数および延べ旅客量のおよそ1割を占める。
定時運行率（遅延3分以内）は96％でありノルウェー国鉄の列車が概ね80%前後であるのと比べて高い水準である。
輸送容量が逼迫しているオスロ近郊で優先的な運行が行われていることが理由の1つである。
運休は0.4%のみである。
フリートーゲはあくまで空港アクセス列車であり、乗客は必ずオスロ空港駅を発着しなければならない。すべてが自由席であり、乗車券は自動販売機で購入するか、ウェブサイトやアプリでオンライン購入するか、またはクレジットカードまたはデビットカードを利用したe-チケットを利用する。e-チケットは、乗車前にプラットフォームにある端末にカードを読ませ（タッチ式だが、磁気ストライプも対応可能）、オスロ空港駅で降車後に再び読ませることで決済されるというものである。乗車前に読ませていない場合は、最も遠いドランメンから乗車したものと見なされる。ただし空港から乗車する場合には、乗車前にカードを読ませる際に行き先を指定する。あらかじめカードを登録しておけばメールで明細を受け取ることができる。学生、20歳未満の未成年者、67歳以上の高齢者、生活保護受給者、軍人などは半額の割引料金が適用され（e-チケットの場合は事前登録が必要）、16歳未満の者については16歳以上の同伴者がいる限り無料となる。

### 停車駅
| 駅 | 駅                          | キロ程   | 実キロ   | 時間 | 時間 | 運賃    |
| -- | --------------------------- | -------- | -------- | ---- | ---- | ------- |
|    | オスロ空港駅 Oslo Lufthavn  | 51.85 km | 0.00 km  | 0分  | 0分  | n/a     |
|    | リレストロム駅 Lillestrøm   | 20.95 km | 30.24 km | ｜   | 12分 | NOK 180 |
|    | オスロ中央駅 Oslo S         | 0.27 km  | 48.07 km | 19分 | 22分 | NOK 230 |
|    | 国立劇場駅 Nationalteateret | 1.40 km  | 49.74 km | 24分 | 26分 | NOK 230 |
|    | スコイエン駅 Skøyen         | 4.38 km  | 52.72 km | 28分 | 30分 | NOK 230 |
|    | リサケー駅 Lysaker          | 7.00 km  | 55.34 km | 32分 | 34分 | NOK 230 |
|    | スタベック駅 Stabekk        | 8.99 km  | km       | 36分 | ｜   | NOK 230 |
|    | サンヴィカ駅 Sandvika       | 14.14 km | 62.48 km |      | 39分 | NOK 266 |
|    | アスケー駅 Asker            | 23.83 km | 71.41 km |      | 45分 | NOK 266 |
|    | ドランメン駅 Drammen        | 52.86 km | 88.97 km |      | 58分 | NOK 280 |

### 国鉄との競争関係
ノルウェー国鉄もオスロ空港－ドランメン間を含む列車を運行しており、アイツヴォルからコングスベルグまでを結ぶ近郊電車（オスロ空港－オスロ中央駅までの所要時間39分）と、リレハンメルからシーエンまでを結ぶ長距離列車（同じく所要時間28分）が、それぞれ1時間に1便ずつある。

それ以外にもオスロ中央駅とトロンハイムを結ぶ急行列車がオスロ空港駅にも停車し、1日に夜行1便を含む4便が運行している。
フリートーゲと国鉄は別会社であり、それぞれの切符は独立している。概して国鉄のほうが安価だが、学生割引の場合にはほとんど差がなくなる。

## 車両

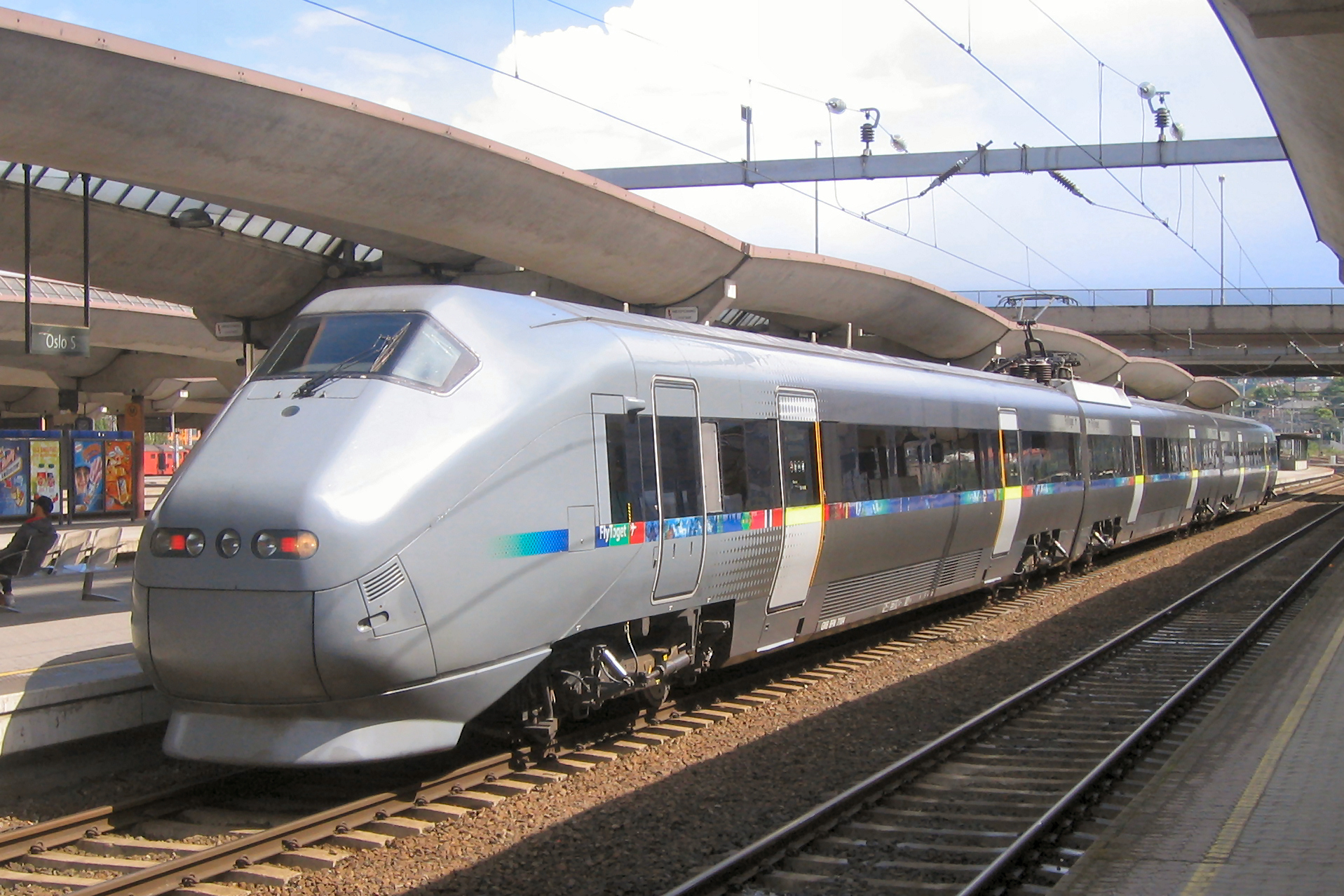
オスロ中央駅にて出発をまつGMB71型電車

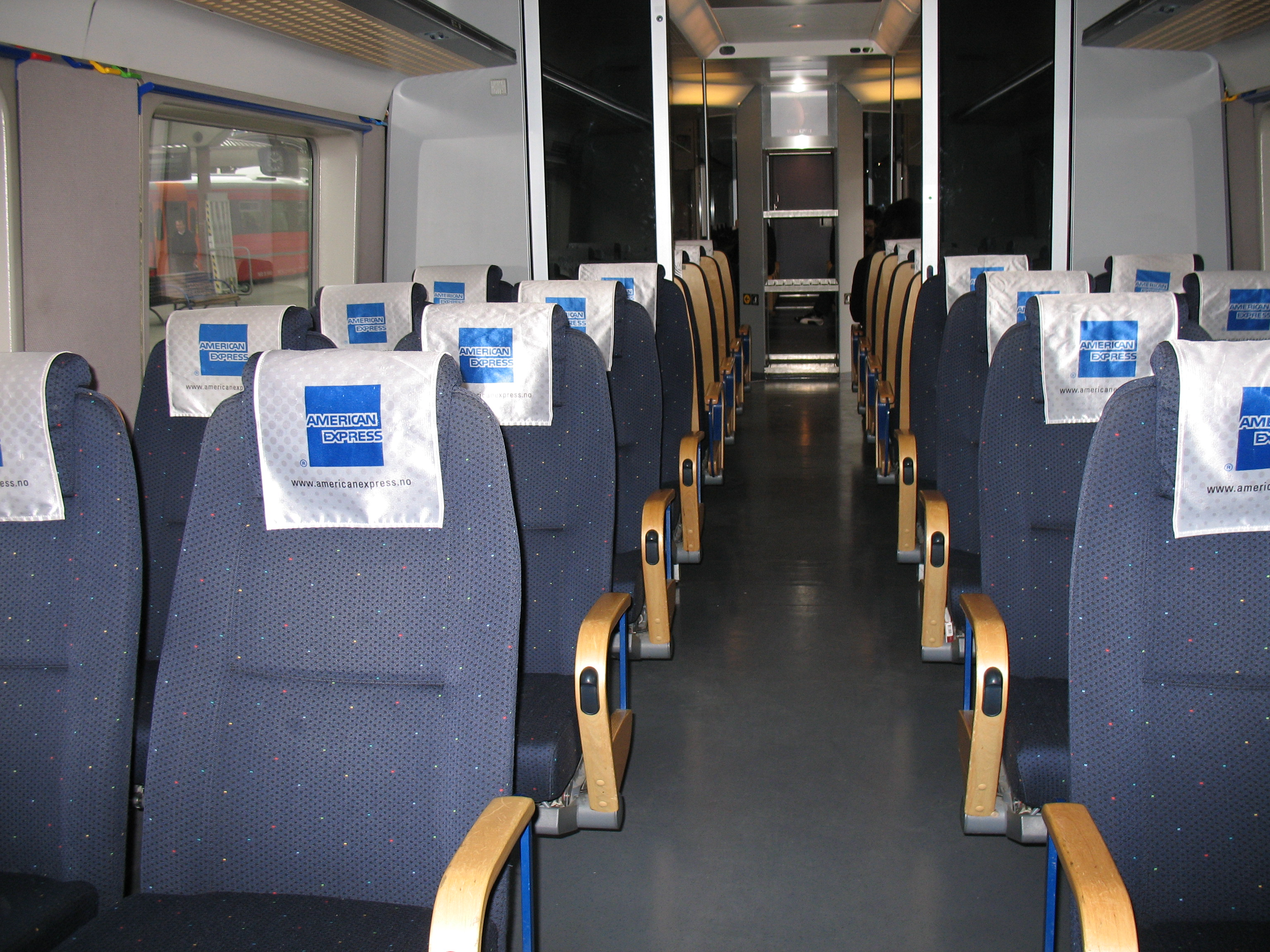
71型電車の内装

アドトランツ（現ボンバルディア・トランスポーテーション）製GMB71型電車を使用している。これはスウェーデン国鉄のX2000に用いられているSJ X2を元に設計された車両だが、X2とは違って動力分散方式を採用している。またノルウェー国鉄73型電車とほぼ同じ仕様だが、車体傾斜機構を省いたことと、内装に差がある。最高営業速度は210km/hである。

車両はユニット方式で現在1ユニット4両で構成されているが、これを3ユニットまで連結して運行することができる。
通常フリートーゲでは2組連結した8両で運行している。 
開業時には1ユニット3両からなる16ユニットが国内で製造され、1997年から1998年にかけて14億クローネで納入された。その後2008年9月に全てのユニットが中間車1両を増結し、定員は4割増しの244席となった。

客室は与圧式になっておりトンネルを高速で通過する際の快適性が高い。
乗降口に高低差がないものの車内には段差があり、公共におけるアクセッシビリティ・ポリシーに反するという批判がある。

姉妹車両の国鉄73型のトラブルが多いのに対し、71型のトラブルはほとんどない。これは73型が山間を含む古い路線で運用されているのに対し、71型は路線の設備が良いためである。
唯一2004年1月24日に、疲労したベアリングから発煙したため1ユニットが運休となったが、数日中に全ユニットのベアリングが交換された。

## 歴史
1992年10月8日、ノルウェー議会はノルウェー東部に新しくオスロ・ガーデモエン空港を建設するとともに、そのアクセス手段を鉄道とすることを決定した。それまでのオスロ・フォルネブ空港はオスロ市のすぐ外に位置していたが、オスロ・ガーデモエン空港はオスロより50kmも北で、既存の公共交通では到達できなかった。空港自体の建設費が税金に依存せずオスロ空港公社の公債で賄われたのと同様、このアクセス鉄道もノルウェー国鉄の子会社NSB Gardermobanen ASが敷設し、運行会社からの線路利用料で経費と利息を賄うことになった。線路敷設は1994年に始まったが、1996年になるとノルウェー議会が列車運行も同じ会社担うことを決定した。
ガーデモエン空港はオスロから北へ向かうHoved線に面していない。Hoved線はリレストロムまでは小さな駅が多く輸送量も過密であり、またそれ以北では単線であった。そこでオスロからリレストロムまで複線のバイパス線を並行させ、さらにKløftaから空港を経てアイツヴォルまで新線を引くことでHoved線を補完させることを狙った。アイツヴォル駅は空港から16km北にあり、Dovre線に接続してリレハンメルやトロンハイムから空港へのアクセスを可能にする。この64kmに及ぶ線路はガーデモ線(Gardermobanen)と名付けられた。ノルウェーの高速対応路線としてはすでにエストフォル線(Østfoldbanen)のシー(Ski)からMossに至る区間があったが、この35kmの区間は短く運用上の問題もあって160km/hを超える高速運行は行われていない。したがって実質的にはガーデモ線がノルウェー初の高速鉄道路線といえる。
ロメリケトンネル(Romerikesporten)はガーデモ線敷設にあたって最大の難所だった。これはオスロ中央駅近くのEtterstadからリレストロムまで14.58kmにおよぶノルウェー鉄道最長のトンネルであり、地質学的に不安定な東部森林地域(Østmarka)に位置している。1997年トンネルからの大規模な湧水事故が起こり、湧出量は最悪で毎分3000リットルに達した。その結果トンネルの上に位置するLutvann湖やNordre Puttjern湖などの水位が大きく下がり、周囲の住宅が地盤沈下による被害を受けた。ノルウェー水資源エネルギー局は地下水湧出を止める行政指導を行った。湧水を止めるためにRhoca-Gilという注入剤が使われたが、重合不良で湧水を止めることができなかっただけでなく、周囲をアクリルアミドで汚染する結果に終わった。最終的に除染とコンクリートによる修復とでトンネル建設は1年遅れた。

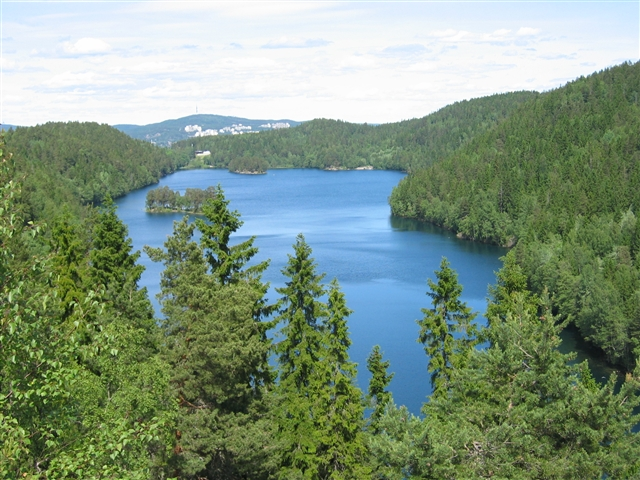
ロメリケトンネルの上に位置し、工事中に水位低下が起きたLutvann湖

フリートーゲは新空港と同じ1998年10月8日に開業したが、このときロメリケトンネルは工事の遅れから開通しておらず、オスロ中央駅からリレストロムまでは従来のHoved線を通ることになった。Hoved線の輸送容量が逼迫しているせいで、列車を1時間あたり2本しか走らせることができず、これはロメリケトンネルが開通した1999年8月22日まで解決しなかった。
当初43億クローネ（±20%）と想定されていた建設費は、最終的に77億クローネにふくれあがり、このうち13億クローネは湧水対策に費やされた。これに車両14億クローネと利子9億クローネを加えた100億クローネが、NSB Gardermobanen社の負債となった。政府は2000年4月に営利企業として当初想定していたとおり運営することは不可能だと提案し、6月に議会がこれを承認。2001年1月1日からFlytoget社に改名し、線路その他の設備は鉄道庁(Jernbaneverket)に移管する一方、列車の保有と運行はNSBの子会社のまま継続することになった。負債は国が負担し、これを支払う目的で新たに自動車税が課せられることになった。さらに2002年12月9日、フリートーゲ社を交通通信省が直接所有する別会社にすることが議決された。2004年7月1日、省庁改革により貿易産業省に移管された。
ドランメン線の並行高規格線として敷設中のアスケー線のうち、2005年8月27日サンヴィカ－アスケー間が開業し、アスケーへの所要時間が短縮された。
 
第2期リサケー－サンヴィカ間は2011年開業の予定で、リサケー以西の所要時間を7分短縮する見込みである。

さらにドランメン線アスケー以西の改良が行われた結果、2009年8月30日より、1時間あたり3本のアスケー行きのうち2本がドランメンまで運行することになり、

2010年1月10日からは3本ともドランメン行きとなった。

## 事故・事件
1999年、鉄道庁の職員1名が死亡する事故が起きた。一時的に速度が80km/hに制限されているところをフリートーゲが160km/hで運行したためであり、フリートーゲ社は速度制限の連絡不十分の責を問われて罰金処分を受けた。
事故統計には含まれていないが、死亡事故としてそれ以外に数件の自殺があり
列車の運行が数時間遅れている。
2000年1月、ガーデモエンで回送列車が脱線する事故が3回起きた。1回は運転士の居眠り、2回は赤信号の無視が原因だった。
 
2001年に自動列車制御装置が装備されてからはこの種の事故は起こっていない。

全便が運休となる事故は、2000年6月17日にNelaug駅で国鉄の73型列車が車軸の疲労により脱線した時のみである。
このとき国鉄の73系列車が翌月まで運休したのに対し、フリートーゲは翌日には運行再開している
設備不良に起因する列車の遅延は何度も起きている。オスロより西方の古い路線で多く、

鉄道庁は2008年に1億クローネをかけてオスロトンネルを改修した。

しかし新設区間でも問題は起きており、遅延や運休が起こっている。

オスロの警察が取り締まっているにもかかわらず、スリは開業当初から問題になっている。 
従業員による妨害行為にもあっているうえ、

切符販売員による総額100万クローネの横領事件もおきた。
これはプリンタの電源を入切することで1回の課金で2枚の切符を印刷できるということが原因であった。

## 話題
- 2007年12月7日、アル・ゴアがノーベル平和賞受賞のためオスロを訪れた際、できる限り環境負荷の小さな手段としてフリートーゲを選択した。[41]
- 2010年アイスランドの火山噴火に伴う航空麻痺の間ガーデモエン空港が閉鎖され、フリートーゲの車両はノルウェー国鉄が長距離路線の輸送容量を増やすために貸し出された。[42]